# Nano (kryptovaluta)
Nano (XNO), tidligere RaiBlocks (XRB), er en decentraliseret open source peer-to-peer kryptovaluta baseret på DAG-arkitektur (Direct Acyclic Graph) og frigivet under FreeBSD-licensen. Den fungerer uden mellemled ved at bruge et distribueret datalager med en data struktur kaldet block-lattice.
Nano blev lanceret i oktober 2015 af Colin LeMahieu med et mål om at adressere skaleringsproblemerne i blockchain som kan give stigende gebyrer og transaktionstider ved høj belastning. Nano har gebyrfri transaktioner som typisk opnår endelig bekræftelse på under et sekund.

## Historie
Udviklingen af Nano begynde i 2014 af Colin LeMahieu under navnet RaiBlocks. RaiBlocks blev omdøbt til Nano d 31 januar 2018

## Eksterne kilder
Officiel hjemmeside
| Økonomi | Spire Denne artikel om økonomi er en spire som bør udbygges. Du er velkommen til at hjælpe Wikipedia ved at udvide den. |